# Okunino
Okunino (kaszub. Òkònino) – wieś w Polsce położona na północno-zachodnim krańcu Pojezierza Bytowskiego, w województwie pomorskim, w powiecie bytowskim, w gminie Miastko. Wieś stanowi sołectwo gminy Miastko łącznie z Kowalewicami.
W pobliżu wsi znajduje się Jezioro Okunińskie.
W latach 1975–1998 miejscowość administracyjnie należała do województwa słupskiego.